# Källskydd
Källskydd avser en journalists skyldighet att skydda en uppgiftslämnares identitet. Källskyddet ger makt till visselblåsare och missförhållanden kan avslöjas.
Att bevara skyddet och anonymiteten för tipsare och källor bedöms vara mycket viktigt för journalister.

## Källskydd i Sverige
I Sverige är källskyddet reglerat i grundlagen, närmare bestämt i tryckfrihetsförordningen (3 kap 3 §) och yttrandefrihetsgrundlagen (2 kap 3 §). Vad som måste skyddas är anonymiteten för en meddelare, författare eller utgivare. Anonymiteten ska skyddas genom den tystnadsplikt som omfattar journalister, tidningsredaktioner, massmediaföretag, nyhetsbyråer, förlag, frilansjournalister och personer verksamma inom tryckerier. Bokhandlare omfattas inte av tystnadsplikten.
Källskyddet utgör en del av meddelarskyddet för uppgiftslämnare.
2015 gav Lycksele tingsrätt en åklagare rätt att söka i en mördad journalists dator och mobiltelefon. Hovrätten gjorde en annan bedömning och hävde beslaget med motiveringen att källor riskerade att röjas om åklagaren fick tillgång till datorn och mobilen.
En undersökning av radioprogrammet Medierna visade 2018 att, undantaget de stora riksmedierna, hänvisade långt ifrån alla redaktioner till någon form av krypterad tipsfunktion och vissa utan instruktioner eller vägledning om vad man som tipsare bör tänka på. En större enkätundersökning 2018 av Journalistförbundet visade att medvetenheten kring källskyddet och kunskapen om digitala verktyg hos de svenska journalisterna, liksom tidigare undersökningar visat, var dålig.

### Begreppsförvirring
Eftersom ordet "källa" på svenska både kan avse dels en person som är en "uppgiftslämnare" och dels "ursprungsmaterial för en uppgift" finns det viss risk för begreppsförvirring.
Med källskydd avses skydd av en uppgiftslämnare. Det innebär alltså inte att en journalist kan avstå att redogöra ifrån vilket källmaterial denne har inhämtat material till en egen publicering i det fall uppgifterna kommer från en annan publicering. Tvärtom säger pressens yrkesregler i det fallet att journalisten ska "Ange källan när en framställning huvudsakligen bygger på annans sakuppgifter."

### Tidpunkt då källskydd uppstår
För en uppgiftslämnare eller intervjuobjekt som vill åberopa källskydd kan det vara viktigt att före uppgiftstransaktionen först komma överens med mottagaren av uppgiften vid vilken tidpunkt källskyddet uppstår.

## Fotnoter